# Introyección
En psicología, la introyección es un proceso psicológico por el que se hacen propios del sujeto de manera inconsciente los pensamientos o rasgos de personalidad de otros. La identificación, la incorporación y la internalización son conceptos relacionados.

Ocurre como una parte normal del desarrollo, como cuando un niño adquiere valores y actitudes de los padres. También puede ser un mecanismo de defensa en situaciones que despierten ansiedad. Esta tendencia también se conoce como identificación o internalización. Se ha asociado con el desarrollo normal y el patológico. En otras definiciones, se le ha considerado puramente como un mecanismo de defensa ante la posible pérdida del objeto:
Proceso inconsciente que consiste en la internalización de representaciones psíquicas de objetos externos bien sea odiados o amados, con la meta de establecer cercanía y presencia constante de ese objeto; se le considera un mecanismo de defensa inmaduro. En el caso de un objeto amado podemos observar como disminuyen la ansiedad consecuencia de la separación o las tensiones que nacen de la ambivalencia hacia ese objeto.

## Teoría
La introyección es un concepto arraigado en las teorías psicoanalíticas del inconsciente. La motivación inconsciente se refiere al proceso de la mente que ocurre automáticamente y que pasa por alto el examen y las consideraciones conscientes.
La introyección es el proceso de aprendizaje o, en algunos casos, un mecanismo de defensa en el que una persona absorbe inconscientemente las experiencias y las hace parte de su psique.

### Introyección en el aprendizaje
En psicoanálisis, introyección ( en alemán: Introjektion) se refiere al proceso inconsciente en el que uno toma componentes de la identidad de otra persona, como sentimientos, experiencias y funcionamiento cognitivo, y los transfiere dentro de sí mismo, haciendo que tales experiencias formen parte de su nueva estructura psíquica. Estos componentes son eliminados de la consciencia (escisión), percibidos en otra persona (proyección), y luego experimentados y ejecutados (es decir, introyectados) por esa otra persona. Los conceptos relacionados son 

### La introyección como mecanismo de defensa
Se considera un mecanismo de defensa autoestabilizador que se utiliza cuando existe una falta de contacto psicológico completo entre un niño y los adultos que satisfacen las necesidades psicológicas de ese niño. Aquí, proporciona la ilusión de mantener la relación pero a expensas de una pérdida de sí mismo . Para usar un ejemplo simple, una persona que capta rasgos de sus amigos está introyectando.
La proyección ha sido descrita como una fase temprana de la introyección.

## Precursores históricos

### Freud y Klein
En términos freudianos, la introyección es un aspecto del sistema de mecanismos del ego que maneja y contrapone una perspectiva externa a lo que uno normalmente considera 'uno mismo', plegando estas entradas en el mundo interno de las autodefiniciones, donde pueden ser sopesadas y equilibradas contra los diversos sentidos de externalidad de uno. Por ejemplo:
- "Cuando un niño dispone de imágenes representativas de sus padres ausentes en sí mismo, fusionándolas simultáneamente con su propia personalidad".
- "Las personas con límites débiles del ego son más propensas a utilizar la introyección como mecanismo de defensa".

Según D. W. Winnicott, "los mecanismos de proyección e introyección... [son] dejar que la otra persona sea el administrador a veces, y entregarle la omnipotencia ".
Según Freud, el yo y el superyó se construyen mediante la introyección de patrones conductuales externos en la propia persona del sujeto. Específicamente, mencionó que la agencia crítica o el superyó podría explicarse en términos de introyección y que el superyó deriva de los padres u otras figuras de autoridad. Los patrones de comportamiento derivados no son necesariamente reproducciones tal como son en realidad, sino versiones incorporadas o introyectadas de ellos.

### Torok y Ferenczi
Sin embargo, la descripción de introyección antes mencionada ha sido cuestionada por Maria Torok, ya que favorece el uso del término, tal como lo emplea Sándor Ferenczi en su ensayo "El significado de la introyección" (1912). En este contexto, la introyección es una extensión de los intereses autoeróticos que amplía el yo mediante un levantamiento de la represión para que incluya objetos externos en su composición. Torok defiende este significado en su ensayo de 1968 The Illness of Mourning and the Fantasy of the Exquisite Corpse, donde argumenta que Sigmund Freud y Melanie Klein confunden la introyección con la incorporación y que la definición de Ferenczi sigue siendo crucial para el análisis. Enfatizó que en el duelo fallido “la impotencia del proceso de introyección (gradual, lento, laborioso, mediado, efectivo)” hace que “la incorporación sea la única opción: fantasmática, inmediata, instantánea, mágica, a veces alucinatoria…”cripta ' efectos (de incorporación)".

### Fritz y Laura Perls
En la terapia Gestalt, el concepto de "introyección" no es idéntico al concepto psicoanalítico. Un elemento central de las modificaciones de Fritz y Laura Perls fue el concepto de "agresión dental u oral", cuando el bebé desarrolla dientes y es capaz de masticar. Contraponen la "introyección" a la "asimilación". En Ego, Hunger and Aggression, Fritz y Laura Perls sugirieron que cuando el niño desarrolla dientes, este tiene la capacidad de masticar, desmenuzar los alimentos y asimilarlos, en contraste con la capacidad de tragar antes; y por analogía a la experiencia, de gustar, aceptar, rechazar o asimilar. Laura Perls explica: "Creo que Freud dijo que el desarrollo tiene lugar a través de la introyección, pero si sigue siendo introyección y no va más allá, entonces se convierte en un bloqueo, se convierte en identificación. La introyección es en gran medida inconsciente.” 
Así, Fritz y Laura Perls hicieron la "asimilación", como oposición a la "introyección", un tema central en la terapia Gestalt y en su trabajo, y el principal medio por el cual se produce cura en terapia. En contraste con la postura psicoanalítica, en la que el "paciente" introyecta las (presumiblemente más sanas) interpretaciones del analista, en la terapia Gestalt el cliente debe "saborear" conscientemente su experiencia, y aceptarla o rechazarla, pero no introyectar o rechazarla "tragándolo todo". Por lo tanto, el énfasis está en evitar la interpretación y, en cambio, fomentar el descubrimiento. Este es el punto clave en la divergencia de la terapia Gestalt del psicoanálisis tradicional: el crecimiento se produce a través de la asimilación gradual de la experiencia de forma natural, en lugar de aceptar las interpretaciones del analista.